# Hyrtanommatium crassum
Hyrtanommatium crassum är en stekelart som beskrevs av Günther Enderlein 1920. Hyrtanommatium crassum ingår i släktet Hyrtanommatium och familjen bracksteklar. Inga underarter finns listade i Catalogue of Life.